# 李賁
李賁（越南语：／；503年10月17日—548年4月13日），史稱李南帝（越南语：／），是6世紀中期越南北部地區領袖，萬春國的開國皇帝。
李賁為龍興太平（今越南太平省）人，出身地方俚族有勢力家庭。其七世祖來自中國内地，因西漢末年的戰亂而來到交州避難。李賁曾出仕南朝梁，但因為戰亂，回到故鄉。當時出身南梁朝宗室的交州刺史蕭諮為政苛刻殘暴失去民心。任職德州監的李賁趁林邑國進攻交州之際，與蔡樽、趙肅等合謀，於541年十二月集合交州數州人士起兵，蕭諮逃亡到廣州。542年春季，李賁勢力佔領交州州政府所在地龍編，並以其為根據地。李賁勢力控制當時位於越南北部，梁朝管轄下的交州和德州的地區。
543年四月，當時位於越南南部的林邑國攻破李賁的地盤德州。李賁遣部將范脩征討林邑，在九德將其擊敗。
544年正月，李賁自稱“南越帝”，改元天德（亦作大德），建立國號“萬春”，定都龍編。「萬春」一名，據黎崱《安南志略》的說法，是李賁「建萬春臺居之」。另據後黎朝官修史籍《大越史記全書》稱，「萬春」意為「望社稷至萬世」。越南史籍又稱李賁為「李南帝」。
545年五月，以新任交州刺史楊瞟、司馬陳霸先、定州刺史蕭勃爲首的梁朝部隊先後在朱鳶縣（今越南海兴）和蘇歷河口擊敗了李賁。梁軍包圍了李賁退守的嘉寧城。546年正月，梁軍攻陷嘉寧城，李賁逃奔屈獠（今越南永福省）洞蠻族。546年九月，李賁率領二万人屯駐典澈湖一帶（今永福省沼澤地帶）制造船艦，陳霸先指揮軍隊趁在一個夜晚江水漲而注入湖中之時進攻，李賁部眾潰敗，又逃奔屈獠洞蠻族。
548年李賁死後，李賁的兄長李天寶集結殘部二萬人逃到九真郡地區繼續領導抗梁，集結殘部二萬人進攻德州，隨後又北上包圍愛州；但都被陳霸先率軍擊敗。
而同時梁朝爆發侯景之亂，陳霸先率軍北上；交州及鄰近地區空虛，於是又重新歸入前李朝的勢力範圍。李天寶於555年病死，由李賁部下將領趙光復和李佛子分別領導。571年，趙光復死後，李佛子統一當時前李朝的勢力。前李朝一直持續至隋文帝仁壽二年（602年）才被隋朝兼併。

## 文內注釋
1. 1 2  .外紀卷之四: 春三月辛亥，南帝在屈獠洞中，日久，肙瘴病薨。

1. 國語字又作
2. ↑  由於後來11世紀初出現了李朝，所以這個由李賁建立的國家又被稱爲前李朝。
3. ↑  武林侯蕭諮是鄱阳王蕭恢之子。蕭恢是梁武帝萧衍之弟。
4. 1 2 3 4  梁朝把交州分成幾個小州：交州（州治龍編；在河內市東北）、在沿海一帶置黄州（在今越南廣寧省）、在前九真郡（州治在今越南清化省）置愛州、在前九德郡地區（州治在今越南乂安省荣市）、前日南郡地区（今越南承天顺化省至广治省一带）置德州、明州。
5. ↑  管理地區軍務的一個官職。
6. ↑  蕭勃是吳平侯蕭昺之子。蕭昺是蕭衍從叔。
7. ↑  當是河內旁邊的一段紅河。范修陣亡於此戰。
8. ↑  位於元江和李仙江會合處越池。
9. ↑  《資治通鑒·第161卷·梁紀十七·太清二年》條謂屈獠洞蠻族斬殺李賁，人頭被送去梁朝首都建康。另一説是李賁在藏隐的地方病死。
10. ↑  當時陳霸先的官職已因平定李賁有功而晉升交州軍政官（司马）兼領武平郡長（太守）。平定李天寶後，陳霸先為西江督護、高要太守、都督七郡軍事。
11. ↑  一說李天寶的族兄弟。